# Sara Foscolo
Sara Foscolo (Loano, 3 settembre 1973) è una politica italiana.

## Biografia
Figlia di un medico di famiglia e già consigliere comunale a Bardineto e Pietra Ligure, Sara Foscolo è assessore con deleghe a Turismo, Cultura, Sport e Coordinamento delle Politiche Comunitarie della Provincia di Savona dal giugno 2013 all'ottobre 2014; nel 2014 viene eletta consigliere comunale alle elezioni amministrative di Pietra Ligure come prima degli eletti con 479 preferenze nella lista civica "Per Pietra". Dal 2014 al 2018 è vice sindaco della città.
Alle elezioni politiche del 2018 è eletta deputata della Lega nel collegio uninominale Liguria 02 - Savona grazie ai 54.785 voti raccolti, 12.000 in più dell’avversaria del Movimento 5 Stelle. È componente della XII Commissione Affari Sociali e della Commissione Parlamentare per le Questioni Regionali.
Nel 2019 si candida come sindaco di Pietra Ligure risultando sconfitta per 700 voti dall'ex sindaco Luigi De Vincenzi, consigliere regionale del PD. Nel novembre dello stesso anno viene nominata commissario della Lega a Pietra e Finale Ligure.
Alle elezioni politiche anticipate del 25 settembre 2022 viene candidata per la Camera in quarta posizione nel plurinominale della Liguria ma non è rieletta.
Nel novembre dello stesso anno si candida al congresso provinciale e viene eletta Segretario della Lega in Provincia di Savona.
Nel 2024 si candida sindaco nel piccolo comune di Massimino con una lista civetta solo per garantire la rielezione sicura del sindaco uscente Massimo Paoletta, anche lui leghista; infatti la sua lista "Amici per Massimino" prende solo 10 voti.
Alle elezioni regionali anticipate del 2024 si candida nella lista della Lega nella provincia di Savona a sostegno di Marco Bucci. Raccogliendo 2.187 preferenza viene eletta come prima della lista.